# Cavallerizza Reale

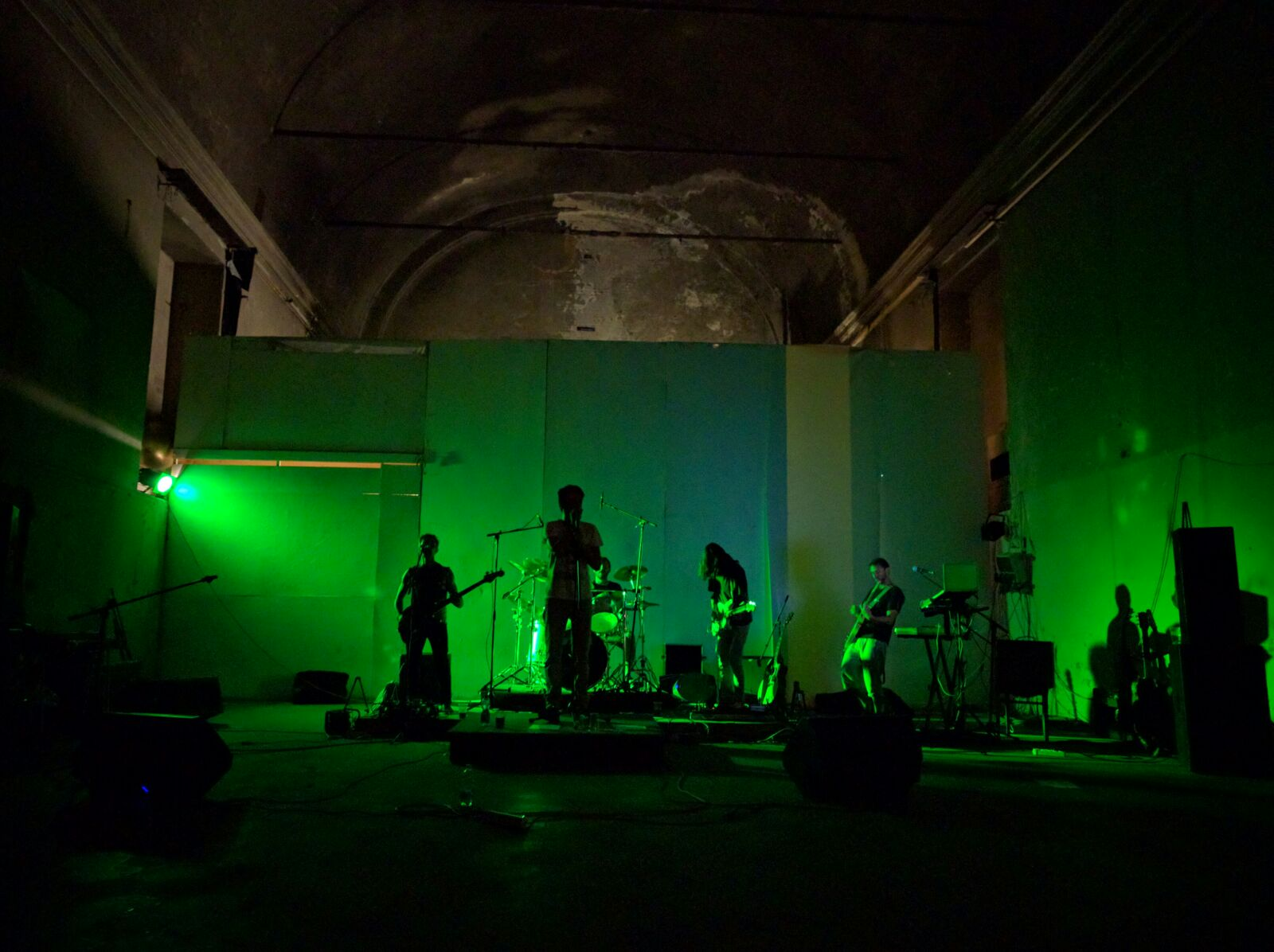
Konzert in der Cavallerizza Reale (2016)

Die Cavallerizza Reale (Königliche Reitschule) ist ein Gebäude in der norditalienischen Stadt Turin, das 1997 als Teil der Residenzen des Königshauses Savoyen zum UNESCO-Weltkulturerbe erklärt wurde. 
Das Bauwerk wurde 1740 vom Architekten Benedetto Alfieri im Barockstil entworfen und im Jahr 1840 nach Plänen des Architekten Ernesto Melano tiefgreifend umgebaut. Am 13. Juli 1943 wurde der Komplex durch einen Bombenangriff beschädigt. 
Heute wird das Gebäude als Kulturzentrum genutzt. Großbrände in den Jahren 2014 und 2019 haben die Bausubstanz erneut beschädigt.